# اواک کریک (کلرادو)
اواک کریک (به انگلیسی: Oak Creek) شهری در ایالت کلرادو کشور ایالات متحده آمریکا است که جمعیت آن در سرشماری سال ۲۰۱۰ میلادی، ۸۸۴ نفر بوده‌است.